# Constantin Carabela
Constantin Carabela (ur. 21 lipca 1940 w miejscowości Sinaia) – rumuński biathlonista. W 1965 roku wystąpił na mistrzostwach świata w Elverum, gdzie zajął 29. miejsce w biegu indywidualnym. Był też między innymi czwarty w sztafecie podczas mistrzostw świata w Altenbergu w 1967 roku oraz dwunasty w biegu indywidualnym na mistrzostwach świata w Garmisch-Partenkirchen rok wcześniej. W 1964 roku wystartował na igrzyskach olimpijskich w Innsbrucku, gdzie był czternasty w biegu indywidualnym. Na rozgrywanych cztery lata później igrzyskach w Grenoble zajął 14. miejsce w biegu indywidualnym i siódme w sztafecie. Brał również udział w igrzyskach olimpijskich w Sapporo w 1972 roku, plasując się na 52. pozycji w biegu indywidualnym. Nigdy nie wystąpił w zawodach Pucharu Świata.

## Osiągnięcia

### Igrzyska olimpijskie
| Rok  | Miejscowość | Konkurencje | Konkurencje | Konkurencje | Konkurencje | Konkurencje | Konkurencje | Konkurencje |
| Rok  | Miejscowość | IN          | SP          | PU          | MS          | RL          | MR          | SR          |
| ---- | ----------- | ----------- | ----------- | ----------- | ----------- | ----------- | ----------- | ----------- |
| 1964 | Innsbruck   | 14.         | nd.         | nd.         | nd.         | –           | nd.         | –           |
| 1968 | Grenoble    | 14.         | nd.         | nd.         | nd.         | 7.          | nd.         | –           |
| 1972 | Sapporo     | 52.         | nd.         | nd.         | nd.         | –           | nd.         | –           |

### Mistrzostwa świata
| Rok  | Miejscowość            | Konkurencje | Konkurencje | Konkurencje | Konkurencje | Konkurencje | Konkurencje | Konkurencje |
| Rok  | Miejscowość            | IN          | SP          | PU          | MS          | RL          | MR          | SR          |
| ---- | ---------------------- | ----------- | ----------- | ----------- | ----------- | ----------- | ----------- | ----------- |
| 1965 | Elverum                | 29.         | nd.         | nd.         | nd.         | –           | nd.         | –           |
| 1966 | Garmisch-Partenkirchen | 12.         | nd.         | nd.         | nd.         | 6.          | nd.         | –           |
| 1967 | Altenberg              | 23.         | nd.         | nd.         | nd.         | 4.          | nd.         | –           |
| 1969 | Zakopane               | 16.         | nd.         | nd.         | nd.         | 9.          | nd.         | –           |
| 1970 | Östersund              | 30.         | nd.         | nd.         | nd.         | 8.          | nd.         | –           |
| 1971 | Hämeenlinna            | –           | nd.         | nd.         | nd.         | 7.          | nd.         | –           |